# Département de Rufisque
Le département de Rufisque est l'un des 46 départements du Sénégal et l'un des 5 départements de la région de Dakar.

## Organisation territoriale
L'entrée en vigueur de la politique de régionalisation en janvier 1997 s'est traduite, dans la région de Dakar, par un nouveau découpage des collectivités locales, qui a vu la création des villes de Pikine, Guédiawaye et Rufisque, et de 43 communes d'arrondissement.
Le département de Rufisque comprend trois arrondissements groupant les communes suivantes :
- l'arrondissement de Rufisque, qui comprend une seule ville, l'ancienne commune de Rufisque avec ses 3 communes d'arrondissement, érigées en communes depuis 2014 :
  - la commune de Rufisque Est,
  - la commune de Rufisque Nord,
  - la commune de Rufisque Ouest ;

- l'arrondissement de Sangalkam  qui comprend :
  - la commune de Bargny,
  - la commune de Sébikotane,
  - la commune de Diamniadio,
  - la commune de Jaxaay-Parcelles-Niakoul Rab,
  - la commune de Sangalkam, ancienne communauté rurale érigée en commune depuis 2011,
  - la commune de Sendou,

- l'arrondissement de Bambylor  qui comprend :
  - la commune de Bambylor, ancienne communauté rurale, érigée en commune depuis 2014,
  - la commune de Tivaouane Peulh-Niaga, ancienne communauté rurale,
  - la commune de Yenne, ancienne communauté rurale, érigée en commune depuis 2014.

Le département a une spécificité, il y a à la fois un maire (issu des trois communes Nord, Est et Ouest) et un président de conseil départemental.

## Géographie

### Population
Lors du recensement de décembre 2002, la population était de 284 263 habitants. En 2005, elle était estimée à 307 463 personnes. Le recensement de 2023 fait état de 822 105 habitants. 